# Alive (album Kate Ryan)
Alive – trzeci album studyjny nagrany przez belgijską wokalistkę dance Kate Ryan. Płyta została wyprodukowana przez Niclasa Kingsa i Niklasa Bergwalla. Longplay wydany został dnia 15 września 2006 w Europie oraz 30 października 2006 w Polsce. Płyta nie cieszyła się tak wielką popularnością w Europie jak poprzednie albumy artystki nie zajmując wysokich pozycji na europejskich listach sprzedaży.

## Informacje o albumie
W roku 2005 Kate Ryan zasiadła ponownie w studio, aby nagrać materiał na swój trzeci album studyjny. Nad pracami wokalistki czuwali tym razem Niclas Kings i Niklas Bergwall. Longplay ukazał się dnia 15 września 2006 w Europie nakładem wytwórni EMI Music oraz 30 października 2006 roku w Polsce dzięki wytwórni Magic Records. Krążek zwiastował singel "Je t'adore", który odniósł sukces na europejskich notowaniach zajmując wysokie pozycje. Utwór ten zakwalifikował się również do Konkursu Piosenki Eurowizji 2006 reprezentując rodzimy kraj artystki, Belgię. Pomimo intensywnej promocji albumu, nie odniósł on sukcesu nie zajmując pożądanych pozycji na notowaniach w Europie oraz nie sprzedając się w ilości tylu egzemplarzy, aby został odznaczony jakimkolwiek certyfikatem. Ponadto, album nie jest dostępny na platformach strumieniowych, takich jak Spotify, YouTube Music i Deezer.
W sierpniu 2007 roku ukazała się reedycja krążka zawierająca dodatkową płytę DVD zawierającą wszystkie dotychczasowe teledyski nagrane przez Ryan oraz galerię zdjęć wokalistki.

## Lista utworów

### Wersja oryginalna
Data wydania: 30 października 2006

Czas trwania: 60:25
| #   | Tytuł                       |      |
| --- | --------------------------- | ---- |
| 1.  | Je t'adore                  | 3:03 |
| 2.  | All For You                 | 3:10 |
| 3.  | Alive                       | 3:30 |
| 4.  | Tapping On The Table        | 3:28 |
| 5.  | Spinning Around             | 3:43 |
| 6.  | How Many Times              | 4:00 |
| 7.  | Nothing                     | 3:22 |
| 8.  | Why Imagine                 | 4:37 |
| 9.  | Driving Away                | 3:39 |
| 10. | Love Or Lust                | 3:42 |
| 11. | Wonderland                  | 3:18 |
| 12. | Stepping Out                | 3:34 |
| 13. | That Kiss I Miss            | 3:14 |
| 14. | Je t'adore [French Version] | 3:03 |
| 15. | Je donnerais tout           | 3:11 |
| 16. | Alive [French Version]      | 3:30 |
| 17. | Combien de fois             | 4:00 |

### Reedycja
Data wydania: 3 sierpnia 2007
Reedycja krążka zawiera wszystkie utwory z oryginalnej wersji albumu oraz następujące dodatki:
| #   | Dodatek                              |
| --- | ------------------------------------ |
| 1.  | Je t'adore [Videoclip]               |
| 2.  | Désenchantée [Videoclip]             |
| 3.  | Alive [English video version]        |
| 4.  | Mon Coeur Résiste Encore [Videoclip] |
| 5.  | The Promise You Made [Videoclip]     |
| 6.  | Libertine [Videoclip]                |
| 7.  | Only If I [Videoclip]                |
| 8.  | All For You [Videoclip]              |
| 9.  | Alive [French video version]         |
| 10. | La Promesse [Videoclip]              |
| 11. | Goodbye [Videoclip]                  |
| 12. | Kate Ryan [Galeria zdjęć]            |

## Single
| Rok  | Singel        | Pozycje na listach | Pozycje na listach | Pozycje na listach | Pozycje na listach | Pozycje na listach | Pozycje na listach | Pozycje na listach | Pozycje na listach | Pozycje na listach | Pozycje na listach | Pozycje na listach | Album |
| Rok  | Singel        | BEL                | GER                | SPA                | FRA                | SWI                | AUT                | SWE                | DEN                | NLD                | FIN                | POR                | Album |
| ---- | ------------- | ------------------ | ------------------ | ------------------ | ------------------ | ------------------ | ------------------ | ------------------ | ------------------ | ------------------ | ------------------ | ------------------ | ----- |
| 2006 | "Je t'adore"  | 1                  | 26                 | 11                 | —                  | 65                 | 38                 | 21                 | —                  | 56                 | —                  | —                  | Alive |
| 2006 | "Alive"       | 4                  | 42                 | 17                 | —                  | —                  | 54                 | —                  | —                  | —                  | 8                  | —                  | Alive |
| 2006 | "All For You" | 37                 | —                  | 65                 | —                  | —                  | —                  | —                  | —                  | —                  | —                  | —                  | Alive |

## Pozycje na listach
| Lista sprzedaży (2006)       | Najwyższa pozycja |
| ---------------------------- | ----------------- |
| Belgia IFPI Albums Chart     | 13                |
| Niemcy IFPI Albums Chart     | 73                |
| Szwajcaria IFPI Albums Chart | 73                |